# Hepialichneumon yulongensis
Hepialichneumon yulongensis là một loài tò vò trong họ Ichneumonidae.